# Trois, six, neuf
Pour plus de détails, voir Fiche technique et Distribution.
Trois, six, neuf est un film français de Raymond Rouleau réalisé en 1936.

## Synopsis
Pierre aime Agnès qui lui préfère Clément, un aviateur. Par désespoir, il va se suicider. Agnès conclut alors un pacte avec lui. Pendant les trois mois que vont durer une absence de Clément, Pierre pourra la voir tant qu'il voudra. Elle pense que ce temps suffira au jeune homme pour se rendre compte qu'elle n'est pas pour lui la femme idéale...

## Fiche du film
- Titres secondaires : 3 6 9 - Bail d'amour 3-6-9[1]
- Réalisation : Raymond Rouleau
- Scénario, auteur de l'œuvre originale et dialogues : Michel Duran d'après sa pièce de théâtre (1936)
- Directeurs de la photographie : Michel Kelber et Philippe Agostini
- Ingénieur du son : William Robert Sivel
- Musique : Michel Lévine (Michel Michelet) et Pierre Chagnon
- Décors : Robert Gys et Léon Barsacq
- Costumes : Jacques Manuel
- Assistant-réalisateur : Jean Huet
- Montage : René Le Hénaff, Emilienne Nelissen
- Coopération technique : René Le Hénaff
- Société de production : Imperial Films Production
- Directeur de production : Charles David
- Pays :  France
- Format :  Son mono  - Noir et blanc - 35 mm  - 1,37:1
- Genre : Comédie
- Durée : 102 minutes
- Année de réalisation : 1936
- Sortie en salle en France : 29 janvier 1937

## Distribution
- Renée Saint-Cyr : Agnès
- Meg Lemonnier : Simone
- René Lefèvre : Pierre
- Jean Wall : Fernand
- Tramel : le facteur
- Mady Berry : la concierge
- Michèle Alfa : la téléphoniste
- Suzy Delair
- Bernard Blier
- Lucienne Lemarchand
- Madeleine Suffel
- Roland Toutain
- Jean Sinoël

## Autour du film
Bernard Blier fait ses débuts au cinéma. Le réalisateur du film, Raymond Rouleau, le fera tourner dans Le Messager (1937) avec Jean Gabin.